# Crivitzer See
Der Crivitzer See ist ein fast rechteckiger Flachwassersee und liegt auf dem Gebiet der gleichnamigen Landstadt Crivitz im Westen des Landkreises Ludwigslust-Parchim. Direkt an der Stadt ragt eine größere Halbinsel in den See. Schon sehr früh befand sich auf dieser Halbinsel eine slawische Burg aus der später die Stadt entstand. Am Südufer befindet sich das Crivitzer Krankenhaus. Das Westufer ist im Bereich der Einmündung des Amtsgrabens bewaldet. Durch seine städtische Lage wird er als Naherholungsgebiet der Einwohner genutzt und er lässt sich auf teilweise ausgebauten Wanderwegen vollständig umrunden. Der See hat eine maximale Länge von 750 m und eine ungefähre Breite von 500 m und entwässert über den Amtsgraben in den Barniner See und weiter über die Warnow in die Ostsee. Der See ist bei Anglern beliebt.
Das Gewässer ist durch Nähr- und Schadstoffe belastet. Eine vorgesehene Sanierung des Sees scheiterte 2008 in der Stadtvertretung an der Frage der Finanzierung.